# كاثرين لينسبيرجر
كاثرين لينسبيرجر (مواليد 1 أبريل 1997) هي لاعبة تزلج على المنحدرات الثلجية نمساوية، متخصصة في منافسات التزلج المتعرج والتزلج المتعرج العملاق.

## وصلات خارجية
- كاثرين لينسبيرجر على موقع الاتحاد الدولي للتزلج (التزلج على المنحدرات الثلجية) (الإنجليزية)
- كاثرين لينسبيرجر على موقع اللجنة الأولمبية الدولية (الإنجليزية)
- كاثرين لينسبيرجر على موقع أوليمبيديا (الإنجليزية)